# Чеснокова, Елизавета Андреевна
Елизаве́та Андре́евна Чесноко́ва (род. 10 апреля 1996, Трёхгорный, Челябинская область) — российская фристайлистка.

## Карьера
Профилируется на ски-хафпайпе.
Двукратная чемпионка России 2015 и 2016
Серебряный призёр чемпионата России 2012 и 2017.
В январе 2013 года дебютировала на этапах Кубка мира. Лучший результат — 11 место на этапе в Калгари в январе 2014 года.
В марте 2013 года на юниорском чемпионате мира была четвёртой.
На чемпионате мира 2013 года была 16-й. А на юниорском чемпионате 2014 года завоевала серебряную медаль.
Участница Олимпиады в Сочи, где заняла 19-е место.
На чемпионате мира 2015 года заняла 12-е место.